# Abacaria
Abacaria is een geslacht van schietmotten uit de familie Hydropsychidae. De typesoort is Hydropsychodes fijiana.

## Soorten
Het geslacht kent de volgende soorten
- Abacaria beroni
- Abacaria caledona
- Abacaria cristova
- Abacaria fijiana
- Abacaria kosova
- Abacaria levu
- Abacaria moselyi
- Abacaria nuhu
- Abacaria orkeni
- Abacaria picea
- Abacaria robinsoni
- Abacaria ruficeps
- Abacaria savura
- Abacaria subfusca
- Abacaria wekana